# Аныб (сельское поселение)
Аныб — упразднённые административно-территориальная единица (административная территория село с подчинённой ему территорией) и муниципальное образование (сельское поселение с полным официальным наименованием муниципальное образование сельского поселения «Аныб») в составе муниципального района Усть-Куломского в Республике Коми Российской Федерации.
Административный центр — село Аныб.

## История
Статус и границы административной территории были установлены Законом Республики Коми от 6 марта 2006 года № 13-РЗ «Об административно-территориальном устройстве Республики Коми».
Статус и границы сельского поселения были установлены Законом Республики Коми от 5 марта 2005 года № 11-РЗ «О территориальной организации местного самоуправления в Республике Коми».
Законом Республики Коми от 28 апреля 2017 года № 39-РЗ были преобразованы, путём их объединения, сельские поселения и одноимённые административные территории Руч и Аныб в сельское поселение и одноимённую административную территорию «Руч».

## Население
| 2010 | 2011 | 2012 | 2013 | 2014 | 2015 | 2016 |
| ---- | ---- | ---- | ---- | ---- | ---- | ---- |
| 208  | ↘207 | ↘196 | ↘189 | ↘186 | ↘178 | ↘175 |
| 2017 |      |      |      |      |      |      |
| ↘158 |      |      |      |      |      |      |

## Состав
Состав административной территории и сельского поселения:
| № | Населённый пункт | Тип населённого пункта       | Население |
| - | ---------------- | ---------------------------- | --------- |
| 1 | Аныб             | село, административный центр | 204       |
| 2 | Малый Аныб       | деревня                      | 4         |